# ميهايل كوجالنيشينو
ميهايل كوجالنيشينو (6 سبتمبر 1817 - 1 يوليو 1891) معروف أيضًا باسم ميشيل دي كوجالنيتشان كان رجل دولة رومانيًا ليبراليًا ومحاميًا ومؤرخًا وداعيًا؛ أصبح رئيسًا لوزراء رومانيا في 11 أكتوبر 1863، بعد اتحاد الإمارة الدانوبية عام 1859 تحت حكم دومنيتور ألكسندر يوحنا كوزا، ثم شغل فيما بعد منصب وزير الخارجية في عهد كارول الأول. كان الموسوعي كوجالنيشينو، أحد أكثر المفكرين الرومانيين نفوذًا في جيله. انحاز إلى التيار الليبرالي المعتدل في معظم حياته، بدأ حياته السياسية كمتعاون مع الأمير ميهايل ستوردزا، بينما كان رئيسًا لمسرح ياش وأصدر العديد من المنشورات مع الشاعر فاسيلي أليكساندري والناشط يوحنا غيكة. بعد تحرير المجلة المؤثرة للغاية داسيا الأدبية والعمل كأستاذ في أكاديمية ميهايل، دخل كوجالنيشينو في صراع مع السلطات حول خطاب تنصيبه القومي الرومانسي عام 1843. كان مؤيدًا للثورة المولدافية الفاشلة عام 1848، حيث قام بتأليف وثيقتها الرئيسية، تمنيات الحزب الوطني لمولدوفا.
بعد حرب القرم (1853-1856)، مع الأمير غريغوري ألكساندر غيكة، كان كوجالنيشينو مسؤولًا عن صياغة تشريع لإلغاء عبودية الغجر. قام بتحرير المجلة النقابية نجمة الدانوب جنبًا إلى جنب مع أليكساندري، ولعب دورًا بارزًا خلال الانتخابات للديوان المخصص، ونجح في ترقية كوزا، صديق عمره، إلى العرش. طوّر كوجالنيشينو تشريعات لإلغاء الرتب والألقاب التقليدية، ولعلمنة ممتلكات الأديرة. أسفرت جهوده في إصلاح الأراضي عن تصويت حجب الثقة، ما دفع كوزا لفرضها من خلال انقلاب في مايو 1864. ومع ذلك، استقال كوجالنيشينو في عام 1865، بعد صراعه مع الملك.
بعد عقد من الزمان، ساعد في إنشاء الحزب الوطني الليبرالي، قبل أن يلعب دورًا مهمًا في قرار رومانيا الدخول في الحرب الروسية العثمانية 1877-1878 - وهو الخيار الذي كرّس استقلالها.  كما كان له دور فعال في اكتساب منطقة دبروجة الشمالية واستعمارها لاحقًا. وخلال سنواته الأخيرة، كان عضوًا بارزًا ورئيسًا لمرة واحدة للأكاديمية الرومانية، وعمل لفترة وجيزة كممثل روماني في فرنسا.

## السيرة الذاتية

### بدايات حياته
وُلِد في ياش، وينتمي إلى عائلة كوجالنيشينو من البويار المولدفيين، كونه ابن فورنيك إيلي كوجالنيشينو، وحفيد قسطنطين كوجالنيشينو (يُشار إليه بتوقيع اسمه على وثيقة عام 1749 صادرة عن الأمير قسطنطين مافروكورداتوس، والتي من خلالها استبعد القنانة في مولدافيا). كانت والدة ميهايل، كاتينكا نيي ستافيلا (أو ستافيلو)، وفقًا لكلمات كوجالنيشينو، «من عائلة رومانية في بيسارابيا». افتخر المؤلف بالإشارة إلى أن «عائلته لم تبحث أبدًا عن أصولها في دول أو شعوب أجنبي». ومع ذلك، في خطاب ألقاه قبل وفاته بفترةٍ وجيزةٍ، علق كوجالنيشينو على أن كاتينكا ستافيلا كانت من سلالة «عائلة جنوة، التي استقرت لقرون في مستعمرة جنوة سيتاتيا ألبي (أكرمان)، ومن ثم انتشرت في جميع أنحاء بيسارابيا». 
خلال حياة ميهايل كوجالنيشينو، كان هناك التباس فيما يتعلق بسنة ميلاده بالضبط، حيث أشارت عدة مصادر بشكلٍ خاطئ إلى أنها 1806، لكن في خطابه إلى الأكاديمية الرومانية، اعترف بذلك، وقدم تاريخ ميلاده بالضبط كما هو موجود في سجل يحتفظ به والده. وفي ذلك الوقت أيضًا، ذكر أن عرّابته كانت مارغيوالا كاليماتش، وهي من بنات كاليماتشي التي تزوجت من عائلة ستوردزا، وكانت والدة ميهايل ستوردزا (حامي وخصم كوجالنيشينو المحتمل).
تلقى كوجالنيشينو تعليمه في دير تري إيرارهي في ياش، قبل أن يتلقى تعليمه من قبل غيرمان فيدا، وهو راهب ينتمي إلى مدرسة ترانسيلفانيان، وكان زميلًا لجورجي شينكاي. أكمل تعليمه الابتدائي في ميروسلافا، حيث التحق بمدرسة كوينيم الداخلية. التقى خلال هذه الفترة المبكرة لأول مرة بالشاعر فاسيلي ألكساندر (درسوا تحت إشراف فيدا وكوينيم)، وكوستاش نيغري وكوزا. وفي ذلك الوقت، أصبح كوجالنيشينو طالبًا متحمسًا للتاريخ، وبدأ تحقيقاته في سجلات مولدوفا القديمة.
واصل كوجالنيشينو دراسته في الخارج، بدعم من الأمير ستوردزا، في الأصل في مدينة لونفيل الفرنسية (حيث اعتنى به مدرس ستوردزا السابق، الأباتي لوميه)، وبعد ذلك في جامعة برلين. كان من بين زملائه الفيلسوف المستقبلي غريغور ستوردزا، ابن ملك مولدوفا. قُطعَت إقامته في لونفيل بتدخل من المسؤولين الروس، الذين كانوا يشرفون على مولدافيا بموجب أحكام سلطة الأنظمة العضوية، والذين اعتقدوا أنه من خلال تأثير لومي (أحد المشاركين في الثورة الفرنسية)، غرس الطلاب بأفكار متمردة أدّت إلى سحب جميع الطلاب المولدفيين، بما في ذلك أبناء ستوردزا ونبلاء آخرين، من المدرسة في أواخر عام 1835، وأعيد تعيينهم في المؤسسات التعليمية البروسية.

## معرض صور

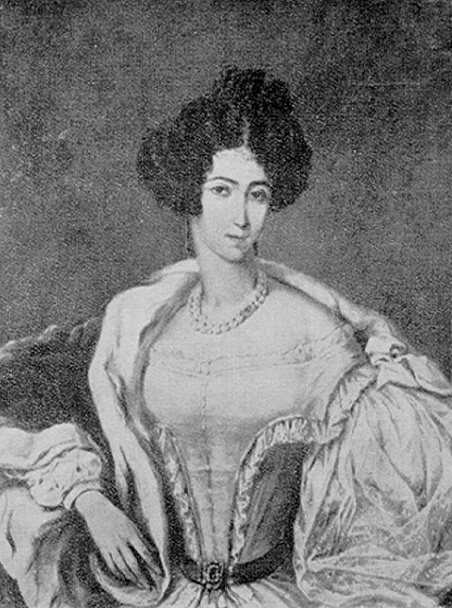
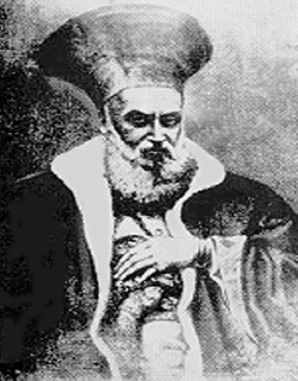
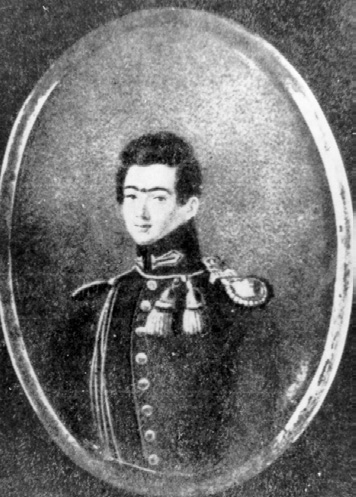

## روابط خارجية
- ميهايل كوجالنيشينو على موقع الموسوعة البريطانية (الإنجليزية)